# Auto da fé (romanzo)
Auto da fé (Die Blendung) è il più noto romanzo scritto da Elias Canetti, del 1935.
Die Blendung, letteralmente L'accecamento, tradotto in italiano e altre lingue come Auto da fé (titolo voluto dallo stesso Canetti), è il primo libro di Canetti e il suo unico romanzo. L'opera venne bandita dai nazisti e, nonostante l'apprezzamento di Thomas Mann e di Hermann Broch, non ricevette grande attenzione fino a quando non venne ripubblicato negli anni sessanta.

## Trama
Il romanzo è ambientato nella Vienna degli anni venti, approssimativamente tra il 1921 e il 1927, periodo desumibile dall'esser presentato nel testo lo scacchista José Raúl Capablanca nelle vesti di campione del mondo, e ha struttura tripartita.
La prima parte, Testa senza mondo, si svolge quasi esclusivamente nell'appartamento del quarantenne sinologo di fama mondiale Peter Kien, dove lo studioso vive in una condizione di maniacale isolamento e apparente sicurezza, circondato dalle migliaia di volumi della sua biblioteca privata. La paura del contatto umano e sociale non gli impedisce di cadere vittima dell'ignorante donna di servizio, Therese Krummholtz), che arriva a sposare, e del violento portiere, Benedikt Pfaff, che lo spogliano progressivamente di ogni avere.
Nella seconda parte, Mondo senza testa, Kien si ritrova a vagare per la Vienna più oscura, in compagnia dell'ebreo nano malvivente Fischerle (nome la cui traduzione italiana può essere pescatorino, pescatorùccio, pescatorèllo), scacchista e millantatore, in una ridda quasi infernale di caratteri grotteschi, passando dal Theresianum, che nel testo è il luogo ove è collocato il Monte dei pegni, alla stazione di polizia e che si conclude con l'assassinio di Fischerle da parte del finto cieco Johann Schwer (schwer è traducibile dal tedesco nell'italiano pesante).
La terza parte, Il mondo nella testa, vede il ristabilirsi dell'ordine iniziale. L'epilogo narra la drammatica fine del protagonista che muore nel rogo della propria biblioteca, da lui stessa incendiata.

## Interpretazione
Il substrato autobiografico del romanzo è evidente, a partire dalla figura del fratello George Kien (Georges Canetti viveva realmente a Parigi, ove svolgeva l'attività di biologo presso l'Istituto Pasteur). D'altra parte, soprattutto nell'epilogo con il rogo dei libri, la narrazione assume un valore esemplare, di rappresentazione della catastrofe di un mondo, con l'avvento della Germania nazista e il disfacimento del razionalismo occidentale.
Il personaggio di Kien, che nel romanzo è un sinologo, rimane così sconvolto dal rogo nazista da rivolgersi ai propri libri come a persone viventi, con un duro monologo in cui maledice gli autori del primo rogo di libri della storia e la loro discendenza: Kien ricorda il rogo dei libri e l'assassinio di accademici nella Cina di Qin Shi Huang nell'anno 213 a.C., su istigazione del legista Li Si; molti intellettuali, perlopiù confuciani, che disobbedirono all'ordine furono sepolti vivi. 

## Edizioni italiane
- Auto da fé. Romanzo, trad. di Bianca e Luciano Zagari, Collana Romanzi Moderni, Milano, Garzanti, agosto 1967.
- Auto da fé, trad. di B. e L. Zagari, Collana I bianchi, Milano, Garzanti, 1974; Collana Narratori Moderni, Garzanti, 1981; Collana Gli elefanti, Milano, Garzanti, 1987, ISBN 978-88-116-6686-8.
- Auto da fé, traduzione di B. e L. Zagari, Collana Biblioteca n.114, Milano, Adelphi, 1981, ISBN 978-88-459-0486-8.
- Auto da fé, traduzione di B. e L. Zagari, con l'aggiunta del saggio: «Il mio primo libro: Auto da fé», Collana gli Adelphi n.195, Milano, Adelphi, 2001, ISBN 978-88-459-1654-0.